# Chromatomyia syngenesiae
Chromatomyia syngenesiae är en tvåvingeart som först beskrevs av Hardy 1849.  Chromatomyia syngenesiae ingår i släktet Chromatomyia och familjen minerarflugor. Arten är reproducerande i Sverige. Inga underarter finns listade i Catalogue of Life.